# Planodema cantaloubei
Planodema cantaloubei är en skalbaggsart som beskrevs av Stefan von Breuning 1964. Planodema cantaloubei ingår i släktet Planodema och familjen långhorningar. Inga underarter finns listade i Catalogue of Life.